# Turdus olivaceofuscus
Turdus olivaceofuscus là một loài chim trong họ Turdidae.